# Phaonia kanoi
Phaonia kanoi är en tvåvingeart som beskrevs av Shinonaga och Huang 2007. Phaonia kanoi ingår i släktet Phaonia och familjen husflugor.
Artens utbredningsområde är Taiwan. Inga underarter finns listade i Catalogue of Life.